# Akalkot
Akalkot fou un principat de l'Índia, als Jagirs de Satara de la Presidència de Bombai.

## Situació
Limitava al nord, est i sud amb els dominis del Nizam d'Hyderabad i a l'oest amb el districte de Sholapur.

## Geografia física
El territori és pla i obert

## Rius i llacs
L'únic riu que mereix aquest nom és el Bori, sec bona part de l'any.

## Clima
El clima és comparativament fresc i agradable. La pluja acceptable.

## Superfície
La superfície de l'estat era de 1.290 km².

## Població
L'estat estava formar per 104 ciutats i pobles. La població el 1881 era de 58.040 habitants (116 habitants per milla quadrada). El 1931 era de 92.135 habitants. La principal ciutat era Akalkot (ciutat).

## Economia
L'estat no disposava de mines ni boscos per explotar.
El mill indi (holcus sorghum), l'arròs, la canya de sucre i el blat eren els seus principals productes. La pagesia ocupava al 35% de la població. L'única indústria era el cotó, turbants i roba de dones.

## Comunicacions
La línia fèrria de la Gran Península creuava l'estat. Les carreteres asfaltades eren insignificants.

## Educació i sanitat
El 97% de la població era analfabeta el 1881.

## Administració
L'estat no disposava de forces militars. Els policies eren 59. A finals del segle xix hi havia 19 escoles a l'estat amb 619 alumnes.

## Escut i bandera
La bandera reial era la dels marathes, tota taronja i formada per dos triangles en el model com la bandera de Nepal. La bandera de l'estat era taronja triangular segons apareix als segells de l'estat.
L'escut està format per un fortí de sable amb dues torres de plata a cada costat, cadascuna amb la bandera de l'estat. Damunt tres llances, una vertical i les altres dues en creu de sant Andreu i al mig un arc mirant cap al fortí, tot de plata; al damunt una cinta de plata amb la inscripció "Akalkot" en vermell (la part posterior de la cinta és vermella); sota el fortí una altra cinta vermella amb una inscripció en sànscrit (la part posterior de la cinta és de plata). Sobre el conjunt dos sabres creuats amb la punta cap avall.

## Història
El territori va pertànyer als sultans d'Ahmadnagar; el primer senyor maratha va rebre el jagir el 1708; el 1819 el tractat de Satara va garantir als diversos jagirdars del país la possessió de les seves terres però havia d'aportar un contingent de cavallers al senyor maratha. Satara fou annexionada pels britànics el 1849 i els jagirdars van esdevenir vassalls britànics; el senyor Akalkot fou considerat un sirdar de primera classe. El 1868 l'impost amb cavallers fou substituït per un pagament en diners. La família governant té establerta la successió per primogenitura i gaudeix d'un sanad d'adopció. El 1866 a causa del mal govern el raja fou deposat i l'estat posat sota administració britànica fins a la seva mort el 1870; llavors va ser proclamat raja un infant de dos anys sota administració del Col·lector de Sholapur (governador del districte) com a cap de l'agència de Sholapur, amb el càrrec de "Superintendent polític d'Akalkot".

### Llista de sobirans
- raja Fattehsinghrao Bhonsle I 1708-1757

- raja Shahjirao Bhonsle I 1757-1789

- raja Fattehsinghrao Bhonsle II 1789-1822

- raja Malojirao Bhonsle I 1822-1828

- raja Shahjirao Bhonsle II 1828-1857

- raja Malojirao Bhonsle II 1857-1870

- raja Shahjirao Malojirao Bhonsle III (Baba Saheb Raja) 1870-1896

- raja Fattehsinghrao Bhonsle III 1896- 4 d'abril de 1923

- raja Vijayasinghrao Bhonsle 4 d'abril de 1923- 10 d'abril de 1952

- raja Jayasinghrao Bhonsle 1952-1965

Mort sense hereu mascle la successió va passar a la filla gran rani Shrimant Sumitraraje Sahib Bhonsle.